# Fassade
Fassade (укр. «Фасад») — сьомий студійний альбом німецького гурту Lacrimosa. Реліз відбувся на лейблі Hall of Sermon, який заснував Тіло Вольф. Цей альбом продовжив курс групи на симфонічне звучання, яке почалось з альбому Stille. Перед випуском цього альбому відбувся реліз синглу Der Morgen danach.

## Список композицій
| #  | Назва               | Автор      | Тривалість |
| -- | ------------------- | ---------- | ---------- |
| 1. | «Fassade» (1. Satz) | Тіло Вольф | 9:19       |
| 2. | «Der Morgen danach» | Тіло Вольф | 4:26       |
| 3. | «Senses»            | Анне Нурмі | 6:04       |
| 4. | «Warum So Tief»     | Тіло Вольф | 9:11       |
| 5. | «Fassade» (2. Satz) | Тіло Вольф | 5:34       |
| 6. | «Liebesspiel»       | Тіло Вольф | 4:38       |
| 7. | «Stumme Worte»      | Тіло Вольф | 5:58       |
| 8. | «Fassade» (3. Satz) | Тіло Вольф | 7:45       |